# Donne verso l'ignoto
Donne verso l'ignoto (Westward the Women) è un film del 1951 diretto da William A. Wellman.
È un western statunitense a sfondo drammatico con Robert Taylor, Denise Darcel, Hope Emerson e John McIntire.

## Trama
Ambientato nel 1851, racconta le drammatiche vicende di una carovana di 150 donne in viaggio da Chicago verso la California.
Per raggiungere una zona agricola in California, abitata da soli uomini, una carovana composta da 150 donne, 'promesse spose su delega', parte da Chicago scortate da un pugno di cowboy. Il lungo viaggio è affrontato a rischio tra pericoli e assalti dei pellerossa.
Dal soggetto 'liberal' di Frank Capra, il più lussuoso atto di ossequio del cinema americano nei confronti della donna, da sempre rappresentata nel genere western figura matriarcale di limitata importanza. Qui il disegno è all'opposto; la donna è rappresentata in tutto il suo fulgore attraverso coraggio, vigore e dinamicità. Affidato alla tecnica figurativa di William A. Wellman, la M-G-M fa un film corale a ritratto dell'epoca pionieristica, dove il dramma spesso combacia con l'ironia; di grande impatto visivo e ricco di tematiche umaniste.

## Produzione
Il film, diretto da William A. Wellman su una sceneggiatura di Charles Schnee e un soggetto di Frank Capra, fu prodotto da Dore Schary per la Metro-Goldwyn-Mayer e girato in California, Utah, Arizona da metà aprile a fine giugno 1951. Il titolo di lavorazione fu Pioneer Women.

## Distribuzione
Il film fu distribuito con il titolo Westward the Women negli Stati Uniti dall'11 gennaio 1952 (première a New York il 31 dicembre 1951) al cinema dalla Metro-Goldwyn-Mayer.
Altre distribuzioni:
- nel Regno Unito il 16 dicembre 1951
- nelle Filippine il 15 luglio 1952
- in Giappone il 29 luglio 1952
- in Svezia l'11 agosto 1952 (Vägen mot väster)
- in Germania Ovest il 16 settembre 1952 (Karawane der Frauen)
- in Francia il 30 gennaio 1953 (Convoi de femmes)
- in Austria nel febbraio del 1953 (Karawane der Frauen)
- in Finlandia il 6 marzo 1953 (Naiskaravaani)
- in Danimarca il 1º maggio 1953 (Kvinderne drog vestpå)
- in Portogallo l'11 giugno 1953 (Caravana de Mulheres)
- in Spagna nel marzo del 1955
- in Germania Est il 14 febbraio 1987 (in TV)
- in Belgio (Convoi de femmes) (Vrouwen voor het Westen)
- in Brasile (Caravana Maldita) (Caravana de Mulheres) (O Poder da Mulher)
- in Spagna (Caravana de mujeres)
- in Grecia (Fortion gynaikon)
- in Ungheria (A nők nyugatra tartanak)
- in Italia (Donne verso l'ignoto)
- in Polonia (Kobiety jada na Zachód)
- in Serbia (Zene dolaze)
- in Jugoslavia (Karavan zena)